# Chimps onder elkaar
Chimps onder elkaar is een documentaire van 55 minuten geregisseerd door Bert Haanstra.
De film doet verslag van het gedrag en sociale strategieën in de samenleving van chimpansees in Burgers Dierenpark in Arnhem naar aanleiding van het boek Chimpansee Politiek van de primatoloog-etholoog dr. Frans de Waal.